# Nationalpark Aketajawe-Lolobata
Der Nationalpark Aketajawe-Lolobata ist ein Nationalpark auf der größten Molukken-Insel der nördlichen Provinz Maluku Utara, Halmahera, in Indonesien. Der Park steht unter dem besonderen Schutz der internationalen Vogelschutz-Organisation BirdLife International. Eine der Kernaufgaben liegt darin, zumindest das Überleben von 23 endemisch auftretenden Vogelarten zu gewährleisten (Biodiversitäts-Hotspot). Der Aketajawe-Lolobata-Park umfasst ein Areal von 167.300 Hektar und wurde nach ersten Bestrebungen im Jahr 1995, 2004 zum Nationalpark erhoben.

## Geografische Lage
Der Nationalpark liegt im Norden der molukkischen Insel Halmahera. Er verbindet zwei verschiedene Kerngebiete, das Aketajawe-Gebiet und das Lolobata-Areal, die in unterschiedlichen Bezirken liegen und das Hoheitsgebiet mehrerer Gemeinden berühren. Gleichwohl konnte eine einheitliche Verwaltung etabliert werden, die sich auf die Bezirke Central Halmahera, East Halmahera und Tidore City Islands verteilt. Der Park liegt zudem auf der biogeographischen Trennlinie zwischen asiatischer und australischer Fauna, der sogenannten Wallace-Linie.

## Tier- und Pflanzenwelt
Die Vegetation des Nationalparks Aketajawe-Lolobata besteht vornehmlich aus Flachland- und Bergregenwald. Dort herrschen viele verschiedene Ökosysteme vor, in denen Strandwälder, Mangroven, Sumpfgebiete im Flachland, Flussböschungen und Felsengebirgswiesen vorkommen. Die Regenwälder weisen eine hohe Artenvielfalt auf; so kommen Kauri-Baumarten (Agathis), Indisches Mahagoni, Octomeles sumatrana, Koordersiodendron pinnatum (verwandt zum Kaschubaum), wertvolles Merbau, Pometia pinnata, Nyatoh (Palaquium obtusifolium) und vieles mehr vor.
Von 51 in Maluku Utara auftretenden Säugetierarten wurden 28 allein auf der Insel Halmahera vorgefunden. Sieben davon sind endemisch in der molukkischen Region, ein Tier wiederum, das aus der Familie der Kletterbeutler (Phalangeridae) stammt, der Ornate Cuscus, ist ausschließlich auf Halmahera anzutreffen.
Auch von den 243 Vogelspezies der nördlichen Molukken wurden allein 211 auf der Insel Halmahera aufgezeichnet. 24 von diesen sind nur auf dieser Insel anzutreffen, darunter Paradiesvögel wie der Wallace’s Standardwing, der Weißhaubenkakadu, die Blaukopf-Fruchttaube oder aus den Familien der Stachelbürzler der Halmahera Cuckooshrike, der Familie der Eisvögel der Sombre Kingfisher sowie der Familie der Rallen die Invisible Rail, der Familie der Pirole, der Dusky-brown Oriole und aus der Familie der Habichtartigen der Molukkische Hühnerhabicht. Zur Familie der Großfußhühner gehört das Dusky Scrubfowl, zu den Raben und Krähen die Long-billed Crow, der Pittas, der Ivory-breasted Pitta. Den Racken gehört der Purple Dollarbird an.
Weitere endemische Tierarten entstammen den Familien der Grashüpfer (Gomphocerinae), Libellen (Odonata) und der Schmetterlinge (Lepidoptera) sowie der Weichtiere (Mollusca).

## Menschliche Besiedlung
Der Park wird von Halbnomaden bewohnt, den sogenannten Togutil (auch Tobelo Dalam, beziehungsweise: Forest Tobelo).

## Natur und Kultur
Aufgrund eines nationalen Erhaltungsplans sollten vier schützenswerte Gebiete in den Fokus genommen werden. Es handelte sich um die Distrikte Aketajawe, Lolobata, Saketa und Gunung Gamkonora. Der Grund hierfür war die Aufbereitung für den Tourismus, denn die allgemeinen Sehenswürdigkeiten, die Wasserfälle und die Vielzahl an Tieren locken an.